# Кунг-Кхи
Кунг-Кхи (фр. Koung-Khi) — один из 8 департаментов Западного региона Камеруна. Находится в центральной части региона, занимая площадь в 353 км².
Административным центром департамента является город Банджун (фр. Bandjoun). Граничит с департаментами: Мифи (на севере), Нун (на востоке), Нде (на юге) и О-Плато (на западе и юге).

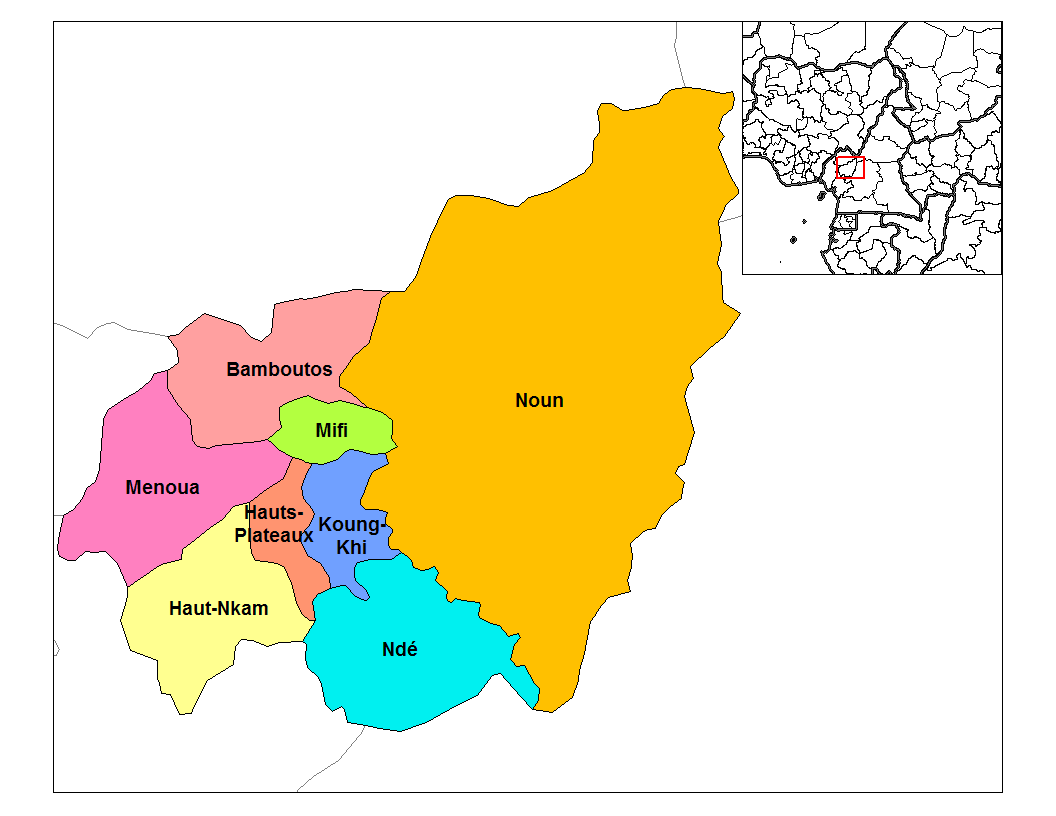
Департамент Кунг-Кхи на карте Западного региона

## Административное деление
Департамент Кунг-Кхи подразделяется на 3 коммуны:
1. Баянгам (фр. Bayangam)
2. Банджун (фр. Bandjoun)
3. Демдинг (фр. Demding)